# Толдот (недельная глава)
Глава «Толдот»  (ашкеназ Толдойс от др.-евр. תולדות‬ — Порождения) — шестая по счету из 54 недельных глав Торы, расположена в книге «Брейшит», первой книге Танаха. Имя своё, как и все главы, получила по первым значимым словам текста (др.-евр. וְאֵלֶּה תּוֹלְדֹת יִצְחָק‬ ве-эле толдот Ицхак — «Вот порождения Ицхака…»). В состав главы входят стихи с 25:19 по 28:9.

## Краткое содержание главы
Ицхак женится на Ривке и после двадцати лет бездетной жизни их молитвы наконец находят отклик. Однако, забеременев, Ривка испытывает мучения, поскольку «дети толкаются в её чреве». Бог сообщает ей, что она носит в себе «два народа», которые будут бороться между собой.
Первым на свет появляется Эсав. Вслед за ним, держась за пятку Эсава, рождается Яаков. Первый вырастает «искусным охотником, человеком поля», а Иаков становится «человеком цельным», сидящим в шатрах учения. Эсав становится любимым сыном Ицхака, Ривка же больше любит Яакова. Однажды утомлённый охотой и изголодавшийся Эсав продаёт своё первородство (статус первенца) Яакову за горшок красной чечевичной похлебки (о Яакове, Эсаве и первородстве рассказывается в стихах 25:19—25:34).
Ицхак поселяется в Граре, в стране филистимлян, где он обрабатывает землю, а также откапывает засыпанные филистимлянами колодцы, выкопанные его отцом Авраамом. Он также выкапывает несколько новых колодцев: из-за первых двух он конфликтует с филистимлянами, с третьим всё обходится спокойно (о взаимоотношениях Ицхака и филистимлян рассказывают стихи 26:1—26:33).
Эсав берёт в жены двух хеттийских женщин. Ицхак, состарившись и ослепнув, изъявляет желание благословить Эсава перед смертью. Когда Эсав отправляется на охоту, чтобы угостить отца любимыми кушаньями, Ривка одевает Яакова в одежды Эсава, закрывает его шею и руки козьими шкурами, маскируя его под волосатого брата, и посылает Яакова к Ицхаку. Яаков получает отцовское благословение о «росе небесной и о туках земных» и о господстве над братом. Когда Эсав возвращается и раскрывается хитрость Яакова и Ривки, всё, что Ицхак может сделать для рыдающего Эсава, — это предсказать, что Эсав будет жить своим мечом, и что всякий раз, когда Яаков оступится, он будет терять превосходство над старшим братом (о благословениях Ицхака сыновьям рассказывают стихи 26:34—28:9).
Яаков покидает отчий дом и отправляется в Харан, чтобы избежать мести Эсава и чтобы найти себе жену в семье Лавана, брата Ривки. Эсав берёт себе третью жену — Махалат, дочь Ишмаэля.

## Дополнительные факты
Глава разделена на семь отрывков (на иврите — алиёт), которые прочитываются в каждый из дней недели, с тем, чтобы в течение недели прочесть всю главу.
- В воскресенье читают псуким с 25:19 по 26:5
- В понедельник читают псуким с 26:6 по 26:12
- Во вторник читают псуким с 26:13 по 26:22
- В среду читают псуким с 26:23 по 26:29
- В четверг читают псуким с 26:30 по 27:27
- В пятницу читают псуким с 27:28 по 28:4
- В субботу читают псуким с 28:5 по 28:9

В понедельник и четверг во время утренней молитвы в синагогах публично читают отрывки из соответствующей недельной главы. Для главы «Толдот» это псуким с 25:19 до 26:5.
В субботу, после недельной главы читается дополнительный отрывок — гафтара — из книги Малахи (псуким 1:1—2:7).